# هو سونغشان
هو سونغشان واسمهُ الإسلامي العربي سعد الدين (بالصينية المبسطة: 赛尔敦丁: بالصينية التقليدية 賽爾敦丁: بالبينيين sài ěr dūn dīng)، هو إمام مسلم من قومية الهوي الصينية، ولد في عام 1880 في مقاطعة تونغشين، تشونغ نينغشيا، الصين. على الرغم أنه ولد صوفي لكن عندما عاد من رحلة الحج غير أفكاره وآرائه، وأصبح سلفي المنهج، وأصبح فيما بعد إمامًا هامُا، وكاتب، وأحد قادة المسلمين في الصين. كان له تأثير بالغ في المجتمع الصيني ولعب دورًا هامًا في أوساط المسلمين في الصين كما نشر المبادئ الاصلاحية في نينغشيا. كما لعب دورًا في حشد المسلمين ضد الغزو اليابانى للصين.

## عن حياته
ذهب إلى الحج إلى مكة في عام 1924 في سن 45، وسافر عبر شنغهاي ووصل إلى مكة في عام 1925. عندما كان هو في مكة المكرمة، لم يشعر بالتضامن مع مسلمين الآخرين، كان يعامل بالعنصرية في الحج لأنه كان من الصين، لذلك أصبح قوميًا صينيًا يعمل على بناء الصين القوية، وتخلي عن الافكار الرجعية. وبدلا من الدعوة إلى دولة إسلامية، أراد أن يمارس المسلمون دينهم في الصين القوية. ورأى أن شعب هوى وهان يعاملون في نفس المستوى ولكن يسيئون معاملة الأجانب. وحتشد ضد الإمبراطوريات الأجنبية، ودعى إلى القومية الصينية والوحدة بين جميع الصينيين. في مقاطعة ووزونغ، نينغشيا، كان هو سونغشان مدير مدرسة عربية. وكان هو سونغشان قد تغير من كونه سلفيًا إلى حداثيًا وأثر على جماعة يهواني (جماعة دعوية سلفية) لتغيير إيديولوجيتها. كان أحد أتباعه محمد ما جيان. وآخر من أتباعه من جماعة يهواني هو الإمام ما فولونج (د 1970). أصبح هو سونغشان إمام إصلاحي وحداثي بارز ومحمد ما جيان درس معه في عام 1928.
وشجع هو سونغشان على الوحدة والتعاون بين المسلمين في الصين وبين غير المسلمين أيضًا قام باستخدام الكلاسيكيات صينية للنهوض بالقومية الصينية. درس العلوم الحديثة، وروج للرياضة لطلابه، وأتاح للناس التقاط صور لمسجده وله، مما جعله يبرز كيهواني الليبرالي. شجع هو سونغشان إصلاح التعليم الإسلامي التقليدي كوجهة نظر له.
وقد تعاون هو سونغشان وأمين الحرب في هوي نينغشيا، الجنرال ما هونغكوي في تأسيس العديد من المدارس الصينية العربية في نينغشيا لتعزيز التعليم الإسلامي باللغة الصينية والعربية للمسلمين الصينيين في الثلاثينيات والأربعينات من القرن العشرين.أصبح هو سونغشان رئيس كلية نينغشيا الخاصة الصينية العربية في مسجد دونغداسى الذي أسسه ما هونغكوى في ينتشوان عاصمة مقاطعة نينغشيا عام 1932. توافد الطلاب إليها من انحاء الصين بعد ان أصبحت مؤسسة عامة في العام التالى. قبل عشرة أيام من نهاية رمضان في عام 1935، رتب ما هونغكوي للاحتفالات رأس السنة الصينية الجديدة. أعلن هو سونغشان أن ما هونغكوي كافر بسب قيامة لهذه الاحتفالات، وخطب خطبة عدوانية وشرسة في الأماكن العامة. ثم أقال ما هونغكوى هو سونغشان من منصبه ونفاه. ثم تلقى هو سونغشان الرأفة من ما هونغكوي وأعيدة له رئاسة المدرسة الصينية العربية العادية في ووزونغ في عام 1938.
عندما غزت اليابان الصين في عام 1937 خلال الحرب الصينية الصينية الثانية، أمر هو سونغشان بأن يؤدى سلام العلم الصيني خلال صلاة الصباح، جنبا إلى جنب مع احترام القومية. وكتب الادعية باللغتين العربية والصينية التي دعا بها لهزيمة اليابانيين ودعم الحكومة الصينية. وقد استخدم القرآن لتبرير الكفاح ضد اليابانيين. ساعد هو سونغشان في نشر دعاية معادية لليابان بين المسلمين خلال الحرب. وخلافًا لمعلمه ما وانفو، وهو شيخ سلفي صارم قاد جماعة اليهواني الثقافة المعادية والمناهضة للثقافة الصينية والأيديولوجية اللغوية الصينية، شجع هو سونغشان المسلمين على دراسة اللغة الصينية والتعرف على العلوم الحديثة والتعليم باللغة الصينية.
قاد الأئمة مثل هو سونغشان والإخوان المسلمين الصينيين «ينبغي عدم الخلط بينها وبين حركة الأخوان المسلمين في الشرق الأوسط» (حركة مماثله لأخوان من طاع الله في الجزيرة العربية) (يهواني) إلى دمج القومية الصينية والتأكيد على التعليم والاستقلال.
وقدم الجنرالان ما فوكسيانغ وما ما بوفانج الدعم لهو سونغشان.
وأضاف هو سونغشان مواضيع مثل اللغة الصينية وغيرها من الموضوعات الحديثة مثل العلوم الأجنبية والرياضيات واللغات الأجنبية إلى المناهج الإسلامية وترجم النصوص الإسلامية إلى الصينية. كان هو سونغشان على مقربة من الجنرال مسلم في حزب الكومينتانغ وحاكم نينغشيا، ما هونغكوي، وتعاون معه. جميع الأئمة في نينغشيا كانوا مطالبين بالتبشير بالقومية الصينية أثناء الخطبة في المساجد خلال الحرب مع اليابان. كان هو ينشط في تعزيز هذا المنهاج في المدارس الصينية العربية في نينغشيا. وكثيرًا ما ذكر هو سونغشان أن الجماهير المسلمة تقول «إذا اعترضنا على العلم الطبيعي، فإن الملابس والغذاء والمأوى لا يمكن الحديث عنها»، عندما تحدى أحدهم إدخال مواضيع حديثة مثل الرياضيات والعلوم إلى المناهج الإسلامية.
وستشهد سو نغشان بالحديث النبوي (حب الوطن من الايمان) ضد أولئك الذين كانوا غير وطنيين، قائلًا أنهم مسلمون وهميون.

## الادعية الدينية التي كتبها هو سونغشان ضد اليابانيين
بالصينية التقليدية
祈禱詞的內容如下：真主啊！求您援助我們的政府，使我們的國家永存，使我們的抗戰勝利，消滅我們的敵人。求您保佑我們免遭敵人侵略和殘殺的暴行。求您差遣狂風，使他們的飛機墜落，軍艦葬身大海，士兵厭戰，使他們的經濟崩潰，求您降天災懲罰他們！真主啊！求您賞准我們的祈禱！就這樣吧！
بالصينية المبسطة
祈祷词的内容如下：真主啊！求您援助我们的政府，使我们的国家永存，使我们的抗战胜利，消灭我们的敌人。求您保佑我们免遭敌人侵略和残杀的暴行。求您差遣狂风，使他们的飞机坠落，军舰葬身大海，士兵厌战，使他们的经济崩溃，求您降天灾惩罚他们！真主啊！求您赏准我们的祈祷！就这样吧！
بالبينين
qídǎo cí de nèiróng rúxià ： Zhēnzhǔ ā！qiú nín yuánzhù wǒmen de zhèngfǔ , shǐ wǒmen de guójiā yǒngcún，shǐ wǒmen de kàngzhàn shènglì，xiāomiè wǒmen de dírén。qiú nín bǎoyòu wǒmen miǎnzāo dírén qīnlüè hé cánshā de bàoxíng。qiú nín chāiqiǎn kuángfēng，shǐ tāmen de fēijī zhuìluò，jūnjiàn zàng shēn dàhǎi，shìbīng yàn zhàn，shǐ tāmen de jīngjì bēngkuì，qiú nín jiàng tiānzāi chéngfá tāmen！Zhēnzhǔ ā！qiú nín shǎng zhǔn wǒmen de qídǎo！Jiù zhèyàng ba！
بالعربية
بِسْمِ اللهِ الرّحْمنِ الرَّحيمِ اللّهُمَّ أَيِّدْ حُكومَتَنا وَأَيِّدْ دَوْلَتَنا وَامْطُر بِثرانا وَدَمِّرْ أَعْداءَنا وَأَعِذّنا مِنْ شَرِّ أَهْلِ الْيابان الْظالِمينَ ألَّذينَ طَغَوا في الْبِِلادِ وّقََتَلوا فينا الْعِبادَ وَأَرْسِلْ عَلَيْهِمْ عاصِفَةً تُسْقِطْ طَيّاراتهِِمْ في صَحاراهُمْ وَتَرَسِّبْ بارِجاتِهِمْ في بِحارِهِمْ وَبُعْثَرَتْ أجْنادُهُمْ وَحَرِّقْ أَمْوالَهُم وَأَنْزِلْ عَلَيْهِمْ جَزاءً يا إله الحقِّ آمين

## الروابط الخارجية
- 虎嵩山会晤白崇禧
- 著名经学家虎嵩山阿訇的爱国情
- 虎嵩山 中国伊斯兰教著名经学家
- 虎嵩山大阿訇介绍
- 回族巨擘 当前照片 虎嵩山
- 首页> 宗教图库> 宗教珍宝 虎嵩山